# 刘桓公
刘桓公（?—?），春秋时期刘国国君，子爵。鲁定公七年（前503年）夏四月，单武公、刘桓公在穷谷大败尹氏。冬十一月戊午，单武公、刘桓公到庆氏迎接周敬王。晋国通过籍秦送周敬王。己巳，周敬王入王城。鲁定公八年（前502年）二月己丑，单武公伐谷城，刘桓公伐仪栗。辛卯，单子单武公伐简城，刘子刘桓公伐盂，以定王室。
| 前任： 刘文公 | 刘国国君 | 繼任： — |